# 鄭炳学
鄭 炳学（チョン・ビョンハク、朝鮮語: 정병학/鄭炳學、1927年12月7日 - ）は、大韓民国の政治家。第10代韓国国会議員。本貫は河東鄭氏。号は然堂（ヨンダン、연당）。キリスト教徒。

## 経歴
日本統治時代の忠清南道大田郡（現・大田広域市大徳区）出身。延世大学校政治外交学科、ソウル大学校行政大学院、スウィートウォーター聖書学校博士課程修了。
民主共和党の中央訓練院にて事務次長などの要職を務めたほか、中央公務員教育院講師、浸礼神学大学（現・韓国浸礼神学大学校）講師、キリスト教世界福音宣教会理事長、大韓重量挙げ連盟常任顧問、大韓民国憲政会運営委員、憲政祈祷会会長などを歴任した。